# Der dankbare Samariter
Der dankbare Samariter (auch Heilung von zehn Aussätzigen) ist eine Wundererzählung  im Neuen Testament. Sie berichtet, wie Jesus zehn aussätzige Männer von ihrer Krankheit heilt. Nur einer, ein Samariter, bekundet Jesus seine Dankbarkeit. Die Erzählung gehört um Sondergut des Lukasevangeliums (Lk 17,11–19 ).

## Einordnung innerhalb des Evangeliums
Die Perikope findet sich im dritten bzw. vierten Hauptteil des Lukasevangeliums, der Jesu Reise von Galiläa nach Jerusalem beschreibt (Lk 9,51–19,27). Dabei leitet sie den dritten Unterabschnitt mit der Erzählung der letzten Reiseerlebnisse ein. Wie auch die vorherigen Unterabschnitte wird dieser mit einer Betonung des Reiseziels eingeleitet. Das Thema der Passion Jesu steht Jesus und dem Leser des Evangeliums schon vor Augen.
Die Perikope selbst lässt sich in zwei Abschnitte gliedern: Die Heilung der Aussätzigen (Lk 17,11–14 ) und der dankbare Samariter (Lk 17,15–19 ).

## Ort und Zeit der Handlung
Jesus reist durch das Grenzgebiet zwischen Samaria und Galiläa (Lk 17,11 ). Dabei scheint Samaria zu seiner rechten und Galiläa zu seiner linken Seite zu liegen. Möglicherweise lag der Ort im Gebiet der Jesreel-Ebene. Aufgrund der Zusammensetzung der Gruppe Aussätziger aus vermutlich neun Israeliten und einem Samariter ist davon auszugehen, dass das Dorf, vor dessen Eingang er auf die Gruppe trifft, sich auf jüdischem Gebiet findet.

Das Pessachfest, aufgrund dessen Jesus nach Jerusalem reist, scheint noch nicht nahe zu sein.

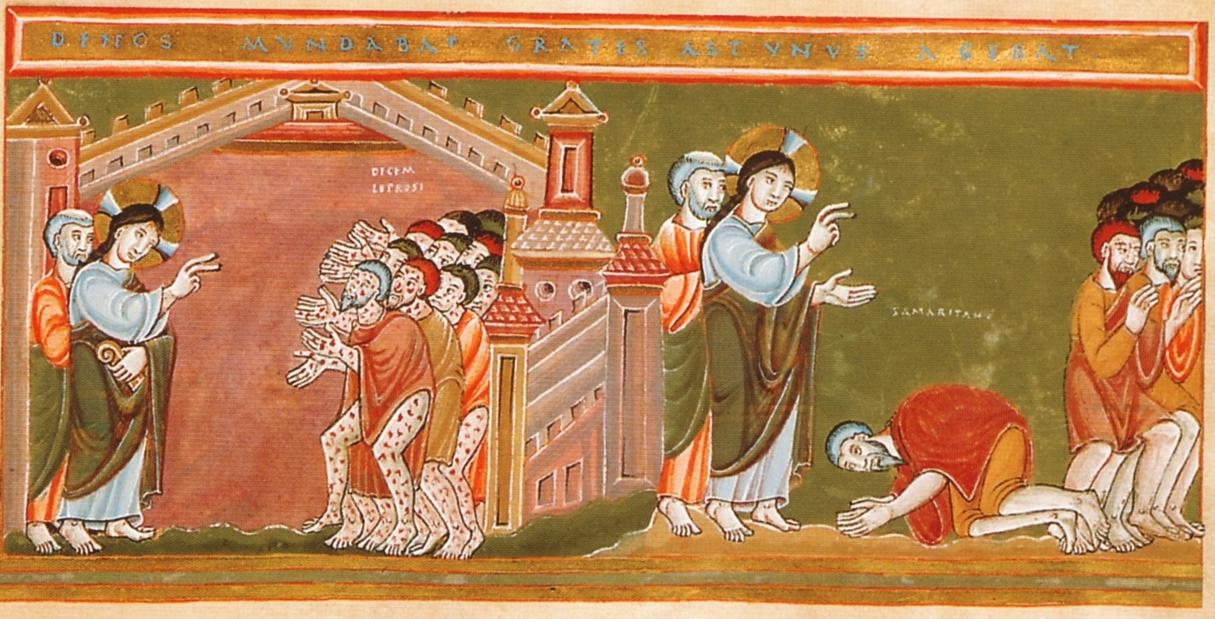
Darstellung im Codex aureus Epternacensis, ca. 1035

## Handlung

### Die Heilung der Aussätzigen (Lk 17,11–14)
Auf seiner Reise nach Jerusalem trifft Jesus am Eingang eines Dorfes auf eine Gruppe Aussätziger (Lk 17,11 f ). Es ist davon auszugehen, dass sie sich aufgrund des gemeinsamen Leides zusammengeschlossen haben. Den Ort dürfen sie nach Lev 13,46  und Num 5,2 ff  nicht betreten. Sie wahren den Abstand, den sie als Unreine zu anderen Menschen einhalten müssen – vermutlich mindestens 50 m. Dennoch scheinen sie Jesus zu erkennen, denn sie wenden sich direkt an ihn mit der Bitte, Erbarmen mit ihnen zu haben (Lk 17,13 ). Ob sie ihn von einer früheren Begegnung wiedererkennen, oder von Dorfbewohnern gehört haben, dass Jesus bereits zuvor Aussätzige geheilt hat (vgl. Lk 5,12–16  und 7,22 ), bleibt offen. Die Gruppe von Jesus mit mindestens 12 Jüngern wird deutlich aufgefallen sein, insbesondere, da es sich um ein sehr kleines Dorf gehandelt haben muss.
Auf die Bitte um Heilung hin, schickt Jesus die Aussätzigen zu den Priestern (Lk 17,14a ). Damit leitet Jesus den Prozess der Wiederaufnahme in die Volksgemeinschaft ein: Wer von Aussatz geheilt war, musste nach dem Gesetz vor dem Priester vorstellig werden, der ihn dann reinsprach. Mit der Sendung geht also die Zusage der Heilung einher. Dass von mehreren Priestern gesprochen wird, deutet vielleicht darauf hin, dass Juden und Samariter verschiedene Priester hatten.
Die Aussätzigen machen sich auf den Weg und werden dabei rein (Lk 17,14b ). Die Ausführung des Befehls zeigt das Vertrauen der Aussätzigen in Jesus und seine Verheißung. Dieses Vertrauen ist möglicherweise der Grund für die Heilung.

### Der dankbare Samariter (Lk 17,15–19)
Einer der Zehn dreht um, als er die Heilung bemerkt, lobt Gott, wirft sich vor Jesus nieder und dankt ihm. Nachgeschoben wird die Erklärung, dass es sich um einen Samariter handelt (Lk 17,15 f ).  Jesus äußert seine Verwunderung darüber, dass nur einer zehn Geheilten – und ausgerechnet der „Fremde“ (altgriechisch ὁ ἀλλογενής ho allogenēs) – umgedreht ist, um Gott zu ehren (Lk 17,17 f ). Das Verhältnis von Juden und Samaritern war von Feindschaft, Ausgrenzung und Ablehnung geprägt. Die Perikope schließt mit der Zusage Jesu an den Samariter: „Steh auf und geh! Dein Glaube hat dich gerettet.“ (Lk 17,19 ) Damit erklärt Jesus dem, der nicht zum Gottesvolk gehört, den richtigen Glauben zu haben.

## Deutung
In den Mittelpunkt der Deutung der Perikope wird für gewöhnlich der Gegensatz aus den „undankbaren Israeliten“ und dem „dankbaren Samariter“ oder allgemein das Thema der Undankbarkeit gestellt.
Eher als Randthema wird aufgenommen, dass sich im Unglück auch ansonsten getrennte und einander feindlich gesinnte Menschen – hier Juden und Samariter – vereinen können, während das Glück diese Gemeinschaft wieder trennt.
Darüber hinaus wird der Unterschied zwischen körperlicher „Heilung“ und gesamtheitlicher „Rettung“ bzw. „geistlicher Reinheit“ zum Thema der Perikope gemacht, wodurch als Ziel des Wunders der Glaube an Jesus Christus als den Messias und der Gewinn des Ewigen Lebens benannt wird.

## Liturgischer Gebrauch
In der Perikopenordnung der Evangelischen Kirche in Deutschland ist die Erzählung Lk 17,11–19  der V. Predigtreihe des 14. Sonntags nach Trinitatis zugeordnet und zugleich der Evangeliumstext dieses Sonntags. Das Proprium des Sonntags ist Dankbarkeit.